# Ailux
Júlia Planes, de nom artístic Ailux (Barcelona, 13 d'abril 2000 - 30 de setembre de 2022), va ser una cantautora catalana que va morir sobtadament als vint-i-dos anys pocs dies abans de la sortida del seu primer disc, que va publicar-se pòstumament.
Ailux (Júlia Planes) tenia molts interessos artístics: música, teatre, coral, etc. Però la seva vocació era fer cançons i desitjava fer concerts per difondre-les el 2023. Ja n'havia fet alguns abans, en festes de barri. El seu primer disc, La lluna ha canviat, era a punt per sortir el 7 d'octubre de 2022, però ella va morir sobtadament just una setmana abans. Els productors musicals del disc i la família de l'Ailux van decidir que aquell EP de quatre cançons sortís a la llum en la data prevista. El disc contenia quatre cançons: Les coses que no vull, Luz de gas, Beber i Adeu. L'any següent el disc va ser nominat a «millor disc de cançó d'autor» dels Premis Enderrock per votació popular i va ser-ne un dels més votats a la primera ronda en la votació popular. El març de 2023, la cançó Les coses que no vull havia estat reproduïda més de 20.000 vegades a Spotify.
Sergi Abella i Nil Canals, productors del disc d'Ailux van voler complir el desig de la jove cantautora de fer concerts el 2023 i van organitzar un concert que va tenir lloc al Centre Artesà Tradicionàrius de Gràcia el 29 d'abril d'aquell any i en el qual es va estrenar una nova cançó d'Ailux: Pared. Van titular el concert Ailux 360 i van comptar amb la col·laboració dels pares per a preparar-lo. La família va deixar a Nil Canals el mòbil d'Ailux perquè ella hi gravava notes de veu i entre les moltes gravacions hi havia Pared, que després Canals va saber que Ailux ja l'havia cantada a algunes amigues. Era una gravació en què ella mateixa s'acompanyava al piano mentre cantava. Ailux 360 no va ser només un concert; a més de les cançons, hi va haver una petita representació teatral a càrrec de les seves companyes de l'escola de teatre on estudiava Ailux i la coral on ella cantava va fer també un recital.